# Relaciones Estados Unidos-República Dominicana
Relaciones entre Estados Unidos y República Dominicana  son las relaciones bilaterales entre la República Dominicana y los Estados Unidos de América.
Los Estados Unidos establecieron relaciones diplomáticas con la República Dominicana en el año 1844 después de su independencia de Haití.
De acuerdo con el Reporte de Liderazgo de los Estados Unidos (en inglés: United States Global Leadership Report, abreviado USGLC) del 2012, el 57% de los dominicanos aprueban el liderazgo de Estados Unidos, el 8% lo desaprueba y el 35% está inseguro, siendo la tercera calificación más alto de cualquier otro país en América.

## Desarrollo
Los Estados Unidos tiene un gran interés en la democracia, estabilidad, y salud económica de la República Dominicana. La República Dominicana tiene la séptima economía más grande de América Latina y la primera de Centroamérica y el Caribe, el segundo más grande cuando en términos de población y masa se refiere. Su proximidad con los Estados Unidos en conjunto de otros países de El Caribe hacen de la República Dominicana un socio importante en los asuntos hemisféricos. La Embajada estima que hay unos 100.000 ciudadanos estadounidenses viviendo en la República Dominicana; algunos de estos con múltiple nacionalidad. Un elemento importante de la relación entre los dos países es el hecho de que más de 1 millón de personas de origen dominicano residen en los Estados Unidos, la mayoría de ellos en áreas metropolitanas Noreste y algunos en Florida.
Las relaciones entre Estados Unidos y República Dominicana son excelentes, y Estados Unidos ha sido un partidario abierto al soporte democrático y al desarrollo económico de República Dominicana. El gobierno dominicano ha apoyado muchas iniciativas de los Estados Unidos en las Naciones Unidas y entre otras agencias. Los dos gobiernos han trabajado duro en la lucha en contra del tráfico de sustancias ilegales. República Dominicana ha trabajado muy de cerca junto a las fuerzas policiales de los Estados Unidos para fortalecer los problemas de extradición de fugitivos y las medidas para impedir la migración ilegal.
Los Estados Unidos dan soporte la administración y el esfuerzo del gobierno dominicano para mejorar la competitividad para atraer inversiones extranjeras, para luchar contra la corrupción política y para modernizar el sistema de impuesto. El comercio bilateral es de gran importancia para ambos países, empresas estadounidenses, en su mayoría fabricantes de vestimentas, calzado y luz electrónica, así como las compañías de la industria energética de los Estados Unidos, representan gran parte de la inversión extranjera en la República Dominicana.
Las exportaciones de los Estados Unidos, incluyendo los de Puerto Rico y las Islas Vírgenes de los Estados Unidos, a la República Dominicana alcanzaron en 2005 un total de 5,5 billones de dólares, 11% más que la del año anterior. La República Dominicana exportó en 2006 4,5 billones de dólares, equivalente al 75% de sus ganancias por exportaciones. La República Dominicana es el 47ª socio comercial más grande de los Estados Unidos. La Embajada de Estados Unidos trabaja en estrecha colaboración con las empresas y los grupos de negocios dominicanos, teniendo ambos una gran ventaja de nuevas oportunidades en este mercado en crecimiento. Al mismo tiempo, la embajada está trabajando con el gobierno dominicano para resolver una serie de disputas comerciales y de inversión en curso.
La misión de la Agencia para el Desarrollo Internacional (U.S. Agency for International Development, USAID por sus siglas en inglés) está enfocada en mejorar el acceso de las poblaciones marginadas con la Calidad de Salud y combatiendo el VIH SIDA y Tuberculosis (TB), la promoción del crecimiento económico a través de la reforma política, el apoyo a la implementación de CAFTA-DR y asistencia técnica a los pequeños productores y el turismo, la protección del medio ambiente y las iniciativas de reforma política; mejora del acceso a la calidad primaria, la educación pública y asistencia a jóvenes en situación de riesgo; un modelo rural de un programa de electrificación; y mejorar la participación en los procesos democráticos, mientras que el fortalecimiento del poder judicial y la lucha contra la corrupción en todos los sectores.

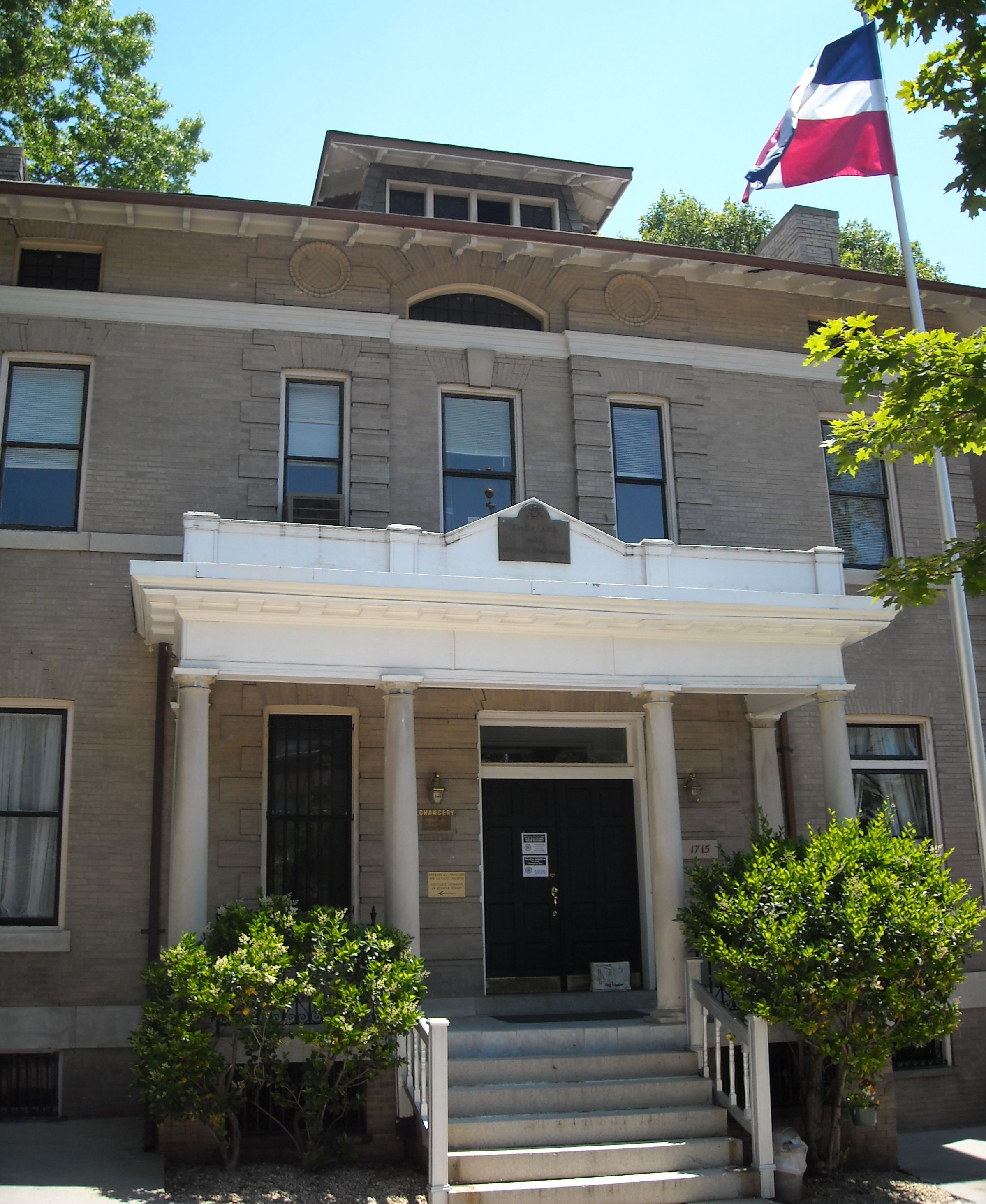
Embajada de la República Dominicana en Washington, D.C.

## Misiones diplomáticas
- Estados Unidos tiene una embajada en Santo Domingo.
- República Dominicana tiene una embajada en Washington, D.C. y tiene consulados-generales en Boston, Chicago, Filadelfia, Miami, Nueva Orleans, Nueva York y en Mayagüez y San Juan, Puerto Rico.